# R512 (Russland)
Die R 512 (russisch P 512, das kyrillische P entspricht dem lateinischen R) ist eine 47 Kilometer lange Regionalstraße, die in Nord-Süd-Richtung die russische Oblast Kaliningrad (Gebiet Königsberg (Preußen)) durchquert. Dabei verbindet sie den Rajon Polessk (Kreis Labiau) mit dem Rajon Gwardeisk (Tapiau) und dem Rajon Prawdinsk (Friedland (Ostpreußen)) und die jeweiligen Hauptstädte, außerdem ist sie ein Bindeglied zwischen den Fernstraßen A 190 (ehemalige deutsche Reichsstraße 126), A 196 (ehemalige deutsche Reichsstraße 131) und A 229 (frühere deutsche Reichsstraße 1, heute auch Europastraße 28) sowie der R 508 und R 514.

## Verlauf der R 512 (P 512)
(Polessk (Labiau) bzw. Dobrino (Nautzken) / A 190 → )
- Brigadnoje (Theut)
- Nekrassowo (Groß Scharlack)
- Jermolowo (Klein Scharlack) (nicht mehr existent)
- Nachimowo (Perkuiken)
- (Garbeningken) (nicht mehr existent)
- Slawinsk (Goldbach)
- Poddubnoje (Groß Keylau)
- Jassenskoje (Groß Kuglack)
- Sabarje (Moterau)
- Plodowoje (Heinrichshof) (nicht mehr existent)
- → Abzweig A 229 nach Kaliningrad (Königsberg (Preußen)) bzw. Tschernjachowsk (Insterburg)
- Gwardeisk (Tapiau)
- → Abzweig R 508 nach Lugowoje (Gutenfeld) bzw. Snamensk (Wehlau)
- (Steinwalde) (nicht mehr existent)
- Oktjabrskoje (Klein Schönau)
- Kisseljowka (Karschau)
- Prawdinsk (Friedland (Ostpreußen))

(→ A 196 nach Saizewo (Stockheim) und Lugowoje (Gutenfeld) bzw. Schelesnodoroschny (Gerdauen) sowie R 514 nach Druschba (Allenburg) und Snamensk (Wehlau))

## Verweis
- Straßenkarte Nördliches Ostpreußen mit Memelland. Königsberg-Tilsit-Gumbinnen. Kaliningradskaja Oblast, Höfer-Verlag, Dietzenbach, 11. Auflage 2005